# Самбоуд
САМБОУД (САМозащита Без Оружия УДарами) — стиль рукопашного боя, разработанный группой энтузиастов, возглавляемой И.А. Дворяком, в Военной академии имени Ф.Э. Дзержинского в начале 1970-х годов.

## Назначение
САМБОУД является ударной системой ведения рукопашного боя. Арсенал приёмов сводится к простейшим блокам, ударам руками, ударам ногами, ударам головой. При этом большое значение занимает вариация стоек, дистанций, перемещений, позволяющая использовать полный арсенал выработанных элементов тактики ведения поединков и схваток. Значительное число приёмов, используемые в САМБОУД, входит в арсенал боевого раздела самбо. Удары являются единственным средством поражения противника. Это позволяет эффективно вести бой с несколькими противниками, не связывая себя длительным контактом с ними. При этом защита от поражения ударами или оружием (на дистанциях рукопашной схватки) может проводиться независимо от антропометрических показателей нападающего. Человек, имеющий хорошую физическую подготовку, может овладеть элементами техники и тактики САМБОУД за несколько месяцев тренировок. С 1973 по 1978 годы САМБОУД развивалась в Военной академии имени Ф.Э. Дзержинского. Наиболее известным и единственным изданием по САМБОУД являются методические рекомендации И. А. Дворяка, А. В. Шуйского и В. Л. Гайдукова, изданные в Военной академии имени Ф.Э. Дзержинского в 1977 году.
С 1978 года И.А. Дворяк продолжил развитие САМБОУД в Московской Высшей школе милиции, под наименованием УПО (Ударные Приемы Обезоруживания).
УПО официально использовалась только для подготовки подразделений специального назначения (ОМОН; СОБР; ОМСН) в ряде учебных заведениях МВД России (МВШМ МВД СССР и её филиалах; МИ МВД России «по борьбе с организованной преступностью» и его филиалах).
Так, как и в настоящее время САМБОУД и УПО вызывает интерес значительного числа лиц, интересующихся вопросами самозащиты И.А. Дворяком, основоположником САМБОУД, и В.Ю. Михайловым, инструктором САМБОУД, издан учебник Самозащита без оружия ударами. Ударные приёмы обезоруживания. САМБОУД – УПО, в котором обобщен опыт развития САМБОУД в Военной академии имени Ф.Э. Дзержинского и УПО в Московской Высшей школе милиции. Учебник иллюстрирован схемами и фотографиями.
Об официальных школах САМБОУД, существующих в настоящее время, сведений не имеется.